# 西粟倉村立西粟倉中学校
西粟倉村立西粟倉中学校（にしあわくらそんりつ にしあわくらちゅうがっこう）は、岡山県英田郡西粟倉村にある公立中学校。

## 沿革
- 1947年（昭和22年） - 西粟倉村立西粟倉中学校として開校。
- 1992年（平成4年） - 現在地に新校舎が竣工。

## 部活動
- 卓球部
- バレーボール部
- スキー・陸上部
- ボランティア部

## 著名な出身者
- 福井優也（プロ野球選手・投手、東北楽天ゴールデンイーグルス）

## 通学区域が隣接している学校
- 美作市立大原中学校
- 美作市立勝田中学校
- （鳥取県）智頭町立智頭中学校
- （鳥取県）若桜町立若桜学園
- （兵庫県）宍粟市立千種中学校